# Luis Durnwalder

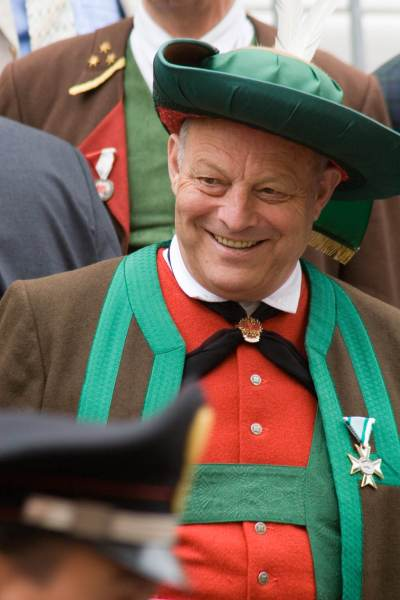
Luis Durnwalder con il vestito tradizionale sudtirolese

Luis Durnwalder (all'anagrafe Alois; Falzes, 23 settembre 1941) è un politico italiano, presidente della provincia autonoma di Bolzano dal 1989 al 2014 e presidente di turno della Regione Autonoma del Trentino-Alto Adige dal 2004 al 2006 e dal 2008 al 2011. Dal 2011 al 2013 è stato presidente di turno del GECT Tirolo-Alto Adige-Trentino.

## Biografia
Quinto di undici fratelli, cresce in una famiglia di contadini di montagna pusteresi, domiciliata a Falzes, frazione Hofern.
Ha studiato agraria a Vienna e Firenze e giurisprudenza a Vienna ed Innsbruck. Ha insegnato per alcuni anni, per poi diventare presidente del "Südtiroler Bauernbund" (associazione degli agricoltori sudtirolesi).

### Carriera politica
Entra in politica e viene eletto sindaco del suo paese natale, carica che ricopre dal 1969 al 1973; nel 1973 diventa consigliere provinciale e vicepresidente del Consiglio dal 1976 al 1978. Per dieci anni è assessore provinciale e dal 17 marzo 1989 è presidente della giunta provinciale (Landeshauptmann) della Provincia autonoma di Bolzano, carica alla quale è stato riconfermato a larga maggioranza per quattro volte consecutive. Sebbene non abbia mai avuto un ruolo operativo all'interno del partito, è stato considerato per circa vent'anni il leader della Südtiroler Volkspartei.
Dal 2004 al 2006, con l'introduzione della formula a rotazione, è stato anche presidente della Regione Trentino-Alto Adige. A metà legislatura Durnwalder è stato sostituito dal suo collega trentino Lorenzo Dellai, assumendo la vicepresidenza della Regione, cosa che è avvenuta anche nella legislatura successiva.
È stato rieletto Presidente della Provincia nel turno elettorale del 2008 (elezioni del 26 ottobre) con il sistema proporzionale che vige in Alto Adige, e guida una giunta formata dalla SVP (che, da sola, possiede la maggioranza assoluta dei consensi) insieme al PD. Ha quindi riassunto la presidenza della regione il 17 febbraio 2009. Nell'agosto 2011 ha annunciato di non volersi ricandidare per un quinto mandato presidenziale.
Il 14 giugno 2011 ha assunto la carica di presidente di turno del GECT Tirolo-Alto Adige-Trentino, ruolo a mandato biennale che ricopre in alternanza con i presidenti di Trentino e Tirolo. Il suo mandato è scaduto il 10 ottobre 2013, e suo successore è stato nominato il Capitano del Land Tirol Günther Platter.
In seguito alle elezioni del 28 ottobre 2013, alle quali Durnwalder non si è ricandidato, gli succede alla presidenza della provincia Arno Kompatscher, sempre della SVP.

### Procedimenti giudiziari
- Nell'ottobre del 2012 è accusato dalla Corte dei Conti di aver speso un milione e trecentomila euro di soldi pubblici senza nessuna giustificazione[4]. A giugno del 2016 Durnwalder è stato assolto in primo grado dall'accusa di peculato per la gestione del fondo di rappresentanza.[5] Dovrà rimborsare la somma di 385.890 euro, oltre agli interessi monetari per decisione della Sezione centrale di Roma della Corte dei Conti, che ha confermato la decisione dei giudici contabili altoatesini che risale al febbraio 2015[6]. In data 12 luglio 2019 la Corte d'appello a Trento ha condannato Durwalder a due anni e sei mesi per peculato nell'ambito di un procedimento per la gestione dei cosiddetti fondi riservati[7]. Il 9 giugno 2021 la Corte di Cassazione ha confermato in via definitiva la condanna.[8]
- Nel 2018 Durnwalder viene condannato, assieme all'ex direttore dell’ufficio Caccia e pesca Heinrich Erhard, dai giudici d’Appello della Corte dei Conti per aver emanato decine di decreti che consentivano ai cacciatori altoatesini l'uccisione di migliaia di animali selvatici protetti dalle normative europee. Il ricorso era stato presentato dalla Lega anti vivisezione (LAV), e dalla Lega per l'Abolizione della Caccia (LAC). Nel 2020 la sanzione viene fissata in 468.000 euro a testa[9].
- Nel 2020 viene confermata in Cassazione una condanna per diffamazione nei confronti di un procuratore della Corte dei Conti di Bolzano, Robert Schülmers, che aveva avviato il procedimento sui fondi riservati di Durwalder[9].
- Nel 2021 viene confermata in Cassazione la condanna per il reato di peculato, collegato alla gestione dei cd. fondi riservati, per una durata di due anni e sei mesi[10].